# Xiaojia
Xiaojia (kinesiska: 肖家) är en köping i sydvästra Kina. Den ligger i stadsdistriktet Hechuan i storstadsområdet Chongqing omkring 81 kilometer norr om det centrala stadsdistriktet Yuzhong. Antalet invånare är 16 363. Befolkningen består av 7 946 kvinnor och 8 417 män. Barn under 15 år utgör 20,0 %, vuxna 15-64 år 64 %, och äldre över 65 år 15,0 %.